# L'Homme (Lamartine)

L'Homme est un poème de Lamartine paru dans Méditations poétiques en 1820, et dédié à Lord Byron.